# Lunatic
Lunatic  ist ein französisches Hip-Hop-Duo aus dem Département Hauts-de-Seine. Ihre Mitglieder, Booba (Boulogne-Billancourt) und Ali (Issy-les-Moulineaux) hatten ihr Debüt mit der Single Le crime paie aus dem Sampler Hostile hip hop. Die beiden Rapper beschreiben in ihrem Lied die Probleme in den Vorstädten (Banlieues).
Ihr einziges gemeinsames Album Mauvais œil kam im Jahre 2000 raus.
Die Gruppe trennte sich 2002. Boobas erstes Soloalbum Temps Mort erschien 2002. Ali brachte sein erstes Soloalbum Chaos et harmonie 2005 heraus.
Das Black Album von Lunatic, welches unveröffentlichte Stücke und erste Versionen der Lieder enthält, kam 2006 auf den Markt.

## Diskografie
- 2000: Mauvais œil
- 2005: Black Album